# Gluck (cratère)
Pour les articles homonymes, voir Gluck (homonymie).
Gluck est un cratère d'impact présent sur la surface de Mercure. 
Le cratère fut ainsi nommé par l'Union astronomique internationale en 1979 en hommage au compositeur allemand Christoph Willibald Gluck. 
Son diamètre est de 100 km. Il se situe dans le quadrangle de Victoria (quadrangle H-2) de Mercure.